# تيد هامبسون
تيد هامبسون هو لاعب هوكي الجليد كندي، ولد في 11 ديسمبر 1936 في Togo, Saskatchewan ‏ في كندا.

## وصلات خارجية
- تيد هامبسون على موقع دوري الهوكي الوطني (الإنجليزية)
- تيد هامبسون على موقع قاعة مشاهير الهوكي (لاعب أن.إتش.أل) (الإنجليزية)
- تيد هامبسون على موقع EliteProspects.com (الإنجليزية)
- تيد هامبسون على موقع HockeyDB.com (الإنجليزية)
- تيد هامبسون على موقع Hockey-Reference.com (الإنجليزية)